# 금오도
금오도(金鰲島)는 대한민국 전라남도 여수시 남면에 있는 섬으로, 금오열도에서 가장 크다. 남면에서 가장 큰 섬으로 남면의 9개 리(두라리, 두모리, 심장리, 안도리, 연도리, 우학리, 유송리, 화태리, 횡간리) 중 4개 리(두모리, 심장리, 우학리, 유송리)에 걸쳐있다. 우학리에 남면사무소가 있다.

## 교통
지방도 제863호선이 지나가며, 안도대교로 안도와 연결되어 있다. 로 급 이상 도로는 금오로, 금오서부로, 우두로, 유송로가 있음.